# Jewhen Murzin
Jewhen Wiktorowycz Murzin (ukr. Євген Вікторович Мурзін; ur. 24 września 1965 w Nowosybirsku) – ukraiński koszykarz, występujący na pozycjach rzucającego obrońcy lub niskiego skrzydłowego, reprezentant Ukrainy, a wcześniej ZSRR, po zakończeniu kariery zawodniczej trener koszykarski, przez cztery lata trener kadry Ukrainy.

## Osiągnięcia
Stan na 30 kwietnia 2022, na podstawie, o ile nie zaznaczono inaczej.

### Zawodnicze

#### Drużynowe
- Mistrz:
  - ZSRR (1989)
  - Ukrainy (1992, 1993)
- Wicemistrz:
  - Ukrainy (1995, 2000)
  - Słowacji (1999)
- Brązowy medalista mistrzostw:
  - ZSRR (1988, 1990)
  - Ukrainy (1996, 1997)
- Finalista Pucharu Ukrainy (1997)

#### Reprezentacja
- Brązowy medalista igrzysk dobrej woli (1990)
- Uczestnik mistrzostw:
  - Europy (1997 – 13. miejsce)[2]
  - kwalifikacji do Eurobasketu (1995, 1997, 1999, 2001)

### Trenerskie
- Wicemistrzostwo Ukrainy (2016, 2019)
- Brąz mistrzostw Ukrainy (2011)
- Finał Pucharu Superligi (2016)
- Uczestnik mistrzostw Europy (2015 – 22. miejsce, 2017 – 15. miejsce)[3][4]